# Tito Faraci
Luca Faraci, dit Tito Faraci (né en 1965), est un musicien et scénariste de bande dessinée italien.

## Récompense
- 2007 : Prix Micheluzzi du meilleur scénariste pour une bande dessinée réaliste (avec Alfredo Castelli et Mario Gomboli) pour Diabolik : Gli anni perduti nel sangue

## Publications en français
- Infierno (avec Silvia Ziche), Phoenix, 1999  (ISBN 88-86435-81-9).
- Spiderman : Le Secret du verre (avec Giorgio Cavazzano), Marvel France, coll. « Marvel Transatlantique », 2004  (ISBN 2-84538-350-9).
- Diabolik, t. 1-9 (avec divers auteurs), Clair de Lune, coll. « Encre de Chine », 2009-2011.
- Tex Maxi, Claire de Lune, coll. « Encre de Chine » :

14. La Bête humaine (avec Roberto Diso), 2012  (ISBN 978-2-353-25390-6).
16. La Loi de Starker (avec Miguel Ángel Repetto (it)), 2014  (ISBN 978-2-353-25572-6).
- Sans sang (avec Francesco Ripoli), Physalis, 2015  (ISBN 978-2-366-40064-9).